# Coll de Valloreres
El Coll de Valloreres és una collada dels contraforts nord-orientals més baixos, a prop de la Tet, del Massís del Canigó, a 334,4 metres d'altitud, en el límit dels termes comunals d'Espirà de Conflent i de Marqueixanes, tots dos a la comarca del Conflent (Catalunya del Nord).
Està situat llevant del terme de Marqueixanes, a la Serra de Valloreres. És al sud-est del poble de Marqueixanes, a la zona dels Olivells, i al nord del terme d'Espirà de Conflent, a la zona de Vallorera.